# Тупіцини (Істобенське сільське поселення)
Тупі́цини (рос. Тупицыны) — присілок у складі Орічівського району Кіровської області, Росія. Входить до складу Істобенського сільського поселення.
Населення становить 29 осіб (2010, 33 у 2002).
Національний склад станом на 2002 рік — росіяни 100 %.